# راس النقيل (بعدان)

تعديل مصدري - تعديل

راس النقيل محلة تابعة لقرية جرانة، التابعة لعزلة جرانة بمديرية بعدان إحدى مديريات محافظة إب في الجمهورية اليمنية، بلغ تعداد سكانها 217 حسب تعداد اليمن لعام 2004.